# Angélica Jovita García
Angélica Jovita García Cortina, también conocida como Angélica García de García Mansilla (Buenos Aires, 1869 - Buenos Aires, 2 de julio de 1931) es considerada la primera cineasta argentina a partir de la película Un romance argentino que dirigió en 1915.

## Biografía
Angélica Jovita García Cortina nació en 1869 en la ciudad de Buenos Aires. Su padre era Juan Agustín García, jurisconsulto que llegó a ser ministro de Hacienda, mientras que su madre pertenecía a los Mansilla que estaban vinculados con figuras literarias y diplomáticas del país. También era hermana del historiador y sociólogo Juan Agustín García -de igual nombre que su padre-, autor de La ciudad indiana.
Se casó en 1887 con Manuel José García‑Mansilla, también perteneciente a la oligarquía porteña. Era oficial de la Armada Argentina y primer presidente del Centro Naval y director de la Escuela Naval. Ella patrocinó que se creara que se creara un Hospicio de Huérfanos del Personal Naval. La pareja tuvo ocho hijos: Manuel Rafael, Angélica Jovita, Agustina Julia, Juan Andrés, Jovita Julia, María Rosa, Elvira y María Teresa. Su marido falleció el 18 de agosto de 1910, y un año más tarde se convirtió en presidenta de la Comisión de Damas del Hospital San Fernando.
En diciembre de 1915 se presentó el largometraje Un romance argentino, dirigido por Angélica Jovita García Cortina y producido con el fin de recaudar fondos para el Hospital San Fernando bajo el auspicio de la Comisión de Damas del Hospital San Fernando que ella presidía. En esta película actuaban actores aficionados, principalmente miembros de la clase alta porteña. La historia era una adaptación de un folletín estadounidense en el cual existe un conflicto amoroso entre un ahijado y una sobrina de una tía que, para heredar su fortuna deben casarse sin conocerse previamente. Si bien inicialmente no están de acuerdo, luego de una serie de confusiones, se conocen y se casan. De esta forma, terminan por aceptar el mandato de su tía, que representa los valores tradicionales que los jóvenes deben acatar. Esta película antecede las realizaciones de Emilia Saleny (como La niña del bosque, 1917). A su vez, previamente se había asignado esta película a otro director, Enrique García Velloso, sin embargo nuevas investigaciones lograron determinar que Angélica Jovita García Cortina fue la verdadera directora, convirtiéndose así en la primera mujer en dirigir un film en Argentina.
Angélica García falleció en Buenos Aires el 2 de julio de 1931.